# Flagge Vermonts

- Flagge von Vermont

Die aktuelle Flagge des US-Bundesstaats Vermont wurde im Jahr 1923 eingeführt.

## Gestaltung
Sie zeigt auf blauem Untergrund das Staatssiegel. Die blaue Farbe basiert auf der früheren Bürgerwehrflagge.

Siegel Vermonts 1778 gestaltet von Ira Allen

Das Siegel mit der einzelnen Kiefer geht zurück auf ein Siegel aus der Zeit von 1777 bis 1791, als Vermont für einige Jahre unabhängig war. Das aktuelle Siegel stammt aus dem Jahr 1821 und symbolisiert den englisch Green Mountain State ‚Grünen Bergstaat‘.
Auf einem Spruchband steht der Name Vermont und das Motto des Staates:

“Freedom and Unity”

„Freiheit und Einigkeit“

## Historische Flaggen

Flagge der Republik Vermont, 1770 bis 1804
Flagge Vermonts von 1804 bis 1837
Flagge Vermonts von 1837 bis 1923

## Geschichte
Die erste inoffizielle Flagge Vermonts war die der Vermont-Miliz, den Green Mountain Boys, die sich im Jahre 1770 organisierten. Die erste Verwendung der Flag of the Green Mountain Boys geht auf 1777 zurück. Es gibt keine Aufzeichnungen darüber, dass diese Flagge als offizielles Symbol Vermonts galt, ebenso keine Beschreibung zum Aussehen der Flagge oder ein Gesetz die diese bestätigt hätte.
Vermont nahm 1804 eine Flagge an, die der US-Nationalflagge sehr ähnlich war – mit 17 weißen und roten Streifen. Da 1804 die Zahl der Staaten auf 17 angestiegen war, rechnete man damit, dass die US-Flagge auch 17 Streifen bekommen würden – was nicht geschah. Daher hatte Vermont 17 Streifen eingeführt.
Der Beschreibungstext lautete offiziell:

“It is hereby enacted by the General Assembly of the State of Vermont, that from and after the first day of May, A. D., 1804, the Flag of this State be Seventeen Stripes alternate red and white; that the Union be Seventeen Stars white on a blue field, with the word Vermont in capitals above the said Stripes and Stars.”

„Es wurde hiermit von der Generalversammlung des Staates Vermont verabschiedet, dass ab und nach dem ersten Tag des Mai, A. D., 1804, die Flagge dieses Staates siebzehn Streifen abwechselnd rot und weiß zeigt; dass die Union Siebzehn Sterne auf einem blauen Feld sei, mit dem Wort Vermont in Großbuchstaben über den besagten Streifen und Sternen“

1837 wurde die Flagge erneut geändert, wieder in sehr starker Anlehnung an die US-Flagge.